# Lucy Davis (jinete)
Lucy Davis (Los Ángeles, 22 de octubre de 1992) es una jinete estadounidense que compite en la modalidad de salto ecuestre.
Participó en los Juegos Olímpicos de Río de Janeiro 2016, obteniendo una medalla de plata en la prueba por equipos (junto con Kent Farrington, McLain Ward y Elizabeth Madden). Ganó una medalla de bronce en el Campeonato Mundial de Saltos Ecuestres de 2014.

## Palmarés internacional
| Juegos Olímpicos   | Juegos Olímpicos        | Juegos Olímpicos  | Juegos Olímpicos |
| Año                | Lugar                   | Medalla           | Categoría        |
| ------------------ | ----------------------- | ----------------- | ---------------- |
| 2016               | Río de Janeiro (Brasil) | Medalla de plata  | Por equipos      |
| Campeonato Mundial |                         |                   |                  |
| Año                | Lugar                   | Medalla           | Categoría        |
| 2014               | Caen (Francia)          | Medalla de bronce | Por equipos      |